# 올림픽뒤쥐
올림픽뒤쥐(Sorex rohweri)는 땃쥐과에 속하는 포유류의 일종이다. 미국 워싱턴주 북서 지역의 13곳에서만 서식하는 희귀종으로 최근에 델타 시 번스보그에서 발견되었다.